# Stepska eja
Stepska eja (latinski: Circus macrourus ) je ptica selica iz obitelji eja. 

## Eimologija
Znanstveno ime potječe od starogrčke riječi Cirkus je iz kirkosa, a odnosi se na grabljivu pticu nazvanu zbog svog kružnog leta ( kirkos, "krug"), i riječi makrour "dugačak".

## Opis
Ovo je tipičan eja, s dugim krilima u niskom letu. Također podseća na druge vrste eja koje imaju izraženu razliku između mužjaka i ženka. Odrasle jedinke su fukačke između 40 i 48 cm, s rasponom krila između 95 i 120 cm. Mužjaci teže 315 g dok su ženke teške 445 g. Mužjci su bjelkasto-sive boje iznad i bijele boje trbuha, s uskim crnim vrhovima krila. Od eje strnjarice razlikuje se po manjoj veličini, užim krilima, blijeđoj boji i različitim obrascima vrha krila. Ženka je smeđe boje, s bijelim trbuhom. Njezini su podočnjaci smeđe obojene smeđom bojom. Najbolje se razlikuje od strukture ženke eje strnjarica po strukturi. Vrlo je sličan ženke eje livadarke, ali ima tamnije i ujednačenije boje trbuha.

## Razmnožavanje
Razmnožava se u južnim dijelovima istočne Europe, središnjoj Aziji i Iranu, a zimi uglavnom u Indiji i jugoistočnoj Aziji. Gnijezdi se na tlu, a ženke polažu četiri do šest jaja.   

## Staništa
Ova grabljivica živi se na otvorenim ravnicama, močvarama i zaselcima. 
  

## Hrana
Stepska eja lovi male sisavce, guštere i ptice, iznenadivši ih dok lebdi nisko iznad livada i močvara.   